# Wyspy Yaeyama
Wyspy Yaeyama (jap. 八重山列島, 八重山諸島 Yaeyama-rettō, Yaeyama-shotō) – niewielki archipelag w Japonii, należący administracyjnie do prefektury Okinawa, usytuowany na południowo-zachodnim krańcu archipelagu Riukiu (Ryūkyū-shotō).

## Opis
Do archipelagu Yaeyama należy ponad 20 wysp (część niezamieszkanych), w tym m.in.: Iriomote, Ishigaki, Taketomi, Kohama, Kuro, Yubu, Nakanōgan, Aragusuku, Hatoma, Minna, Hateruma, Yonaguni.
Archipelagi Yaeyama i sąsiedni Miyako (宮古列島 Miyako-rettō) tworzą łącznie archipelag Sakishima (先島諸島 Sakishima-shotō). Niekiedy do grupy wysp Sakishima zalicza się grupę bezludnych wysepek Senkaku (尖閣諸島 Senkaku-shotō). Są one jednak terytorium spornym pomiędzy Japonią, Chinami i Tajwanem i z tego względu na niektórych mapach są traktowane osobno.
Na wyspie Hateruma znajduje się najdalej wysunięty na południe punkt Japonii, a na wyspie Yonaguni – najdalej wysunięty na zachód.
Na zdjęciu poniżej przedstawione są pozostałości puzumari, starej wieży zbudowanej z ciemnych kamieni koralowych w czasach Królestwa Riukiu. Szczyt wieży był najwyższym punktem całej wyspy Kuro i służył do obserwowania statków własnych i obcych oraz do wysyłania sygnałów ogniowych lub dymnych do sąsiednich wysp. Podobne wieże znajdują się na innych wyspach grupy Yaeyama.

## Galeria

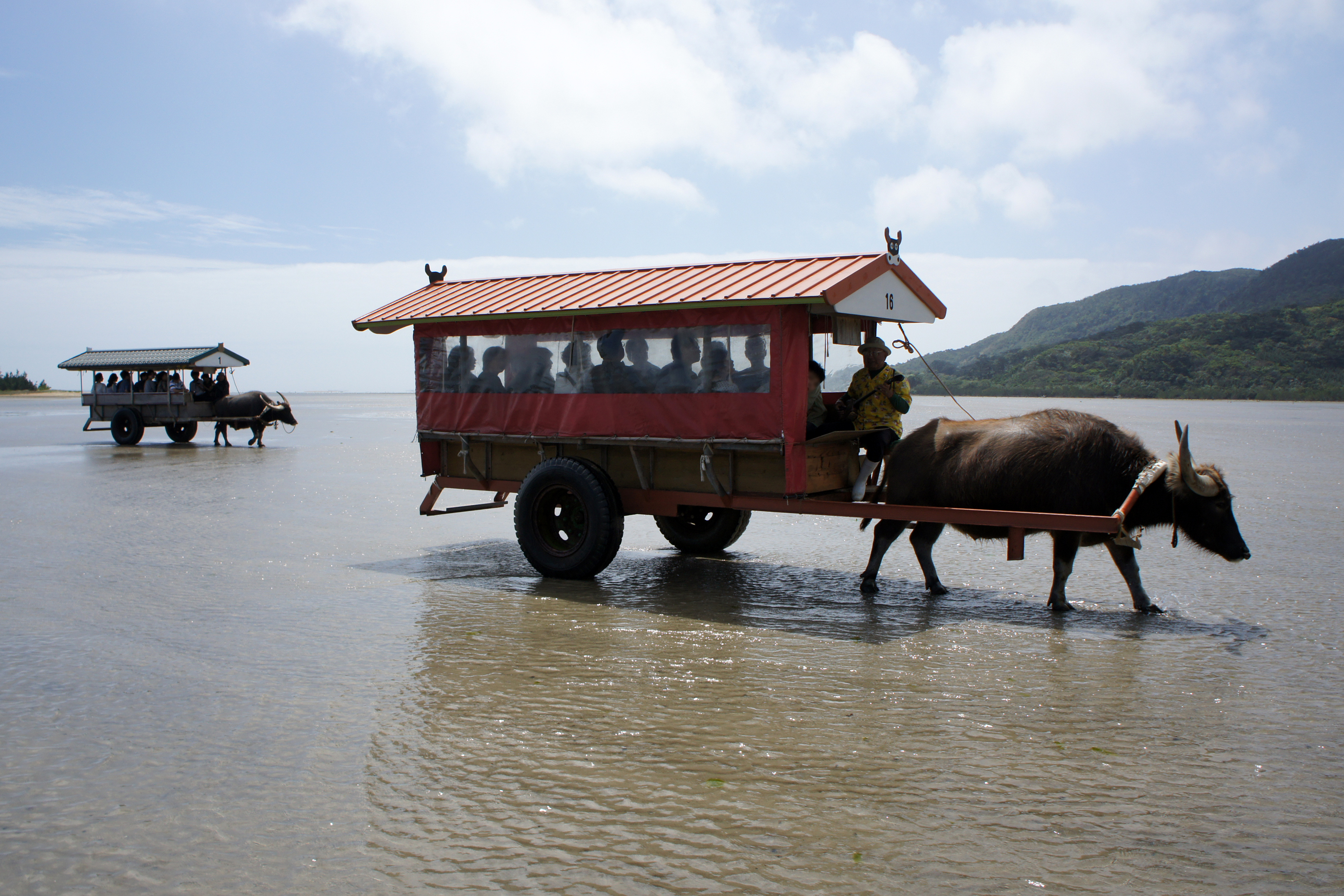
Z Iriomote na Yubu można wybrać się wozem zaprzężonym w bawoły
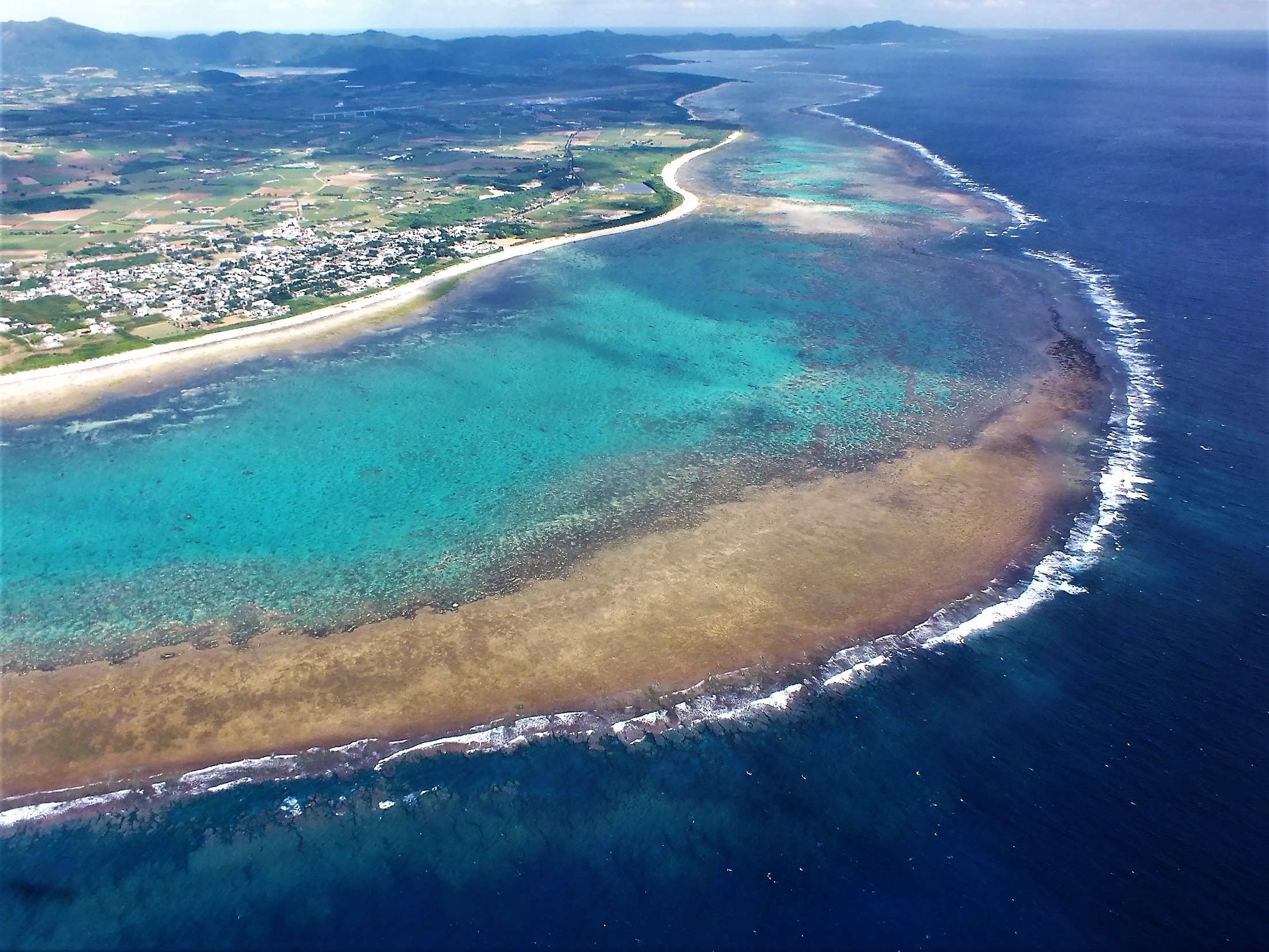
Wyspa Ishigaki, rafa koralowa Shiraho, w głębi nowe lotnisko
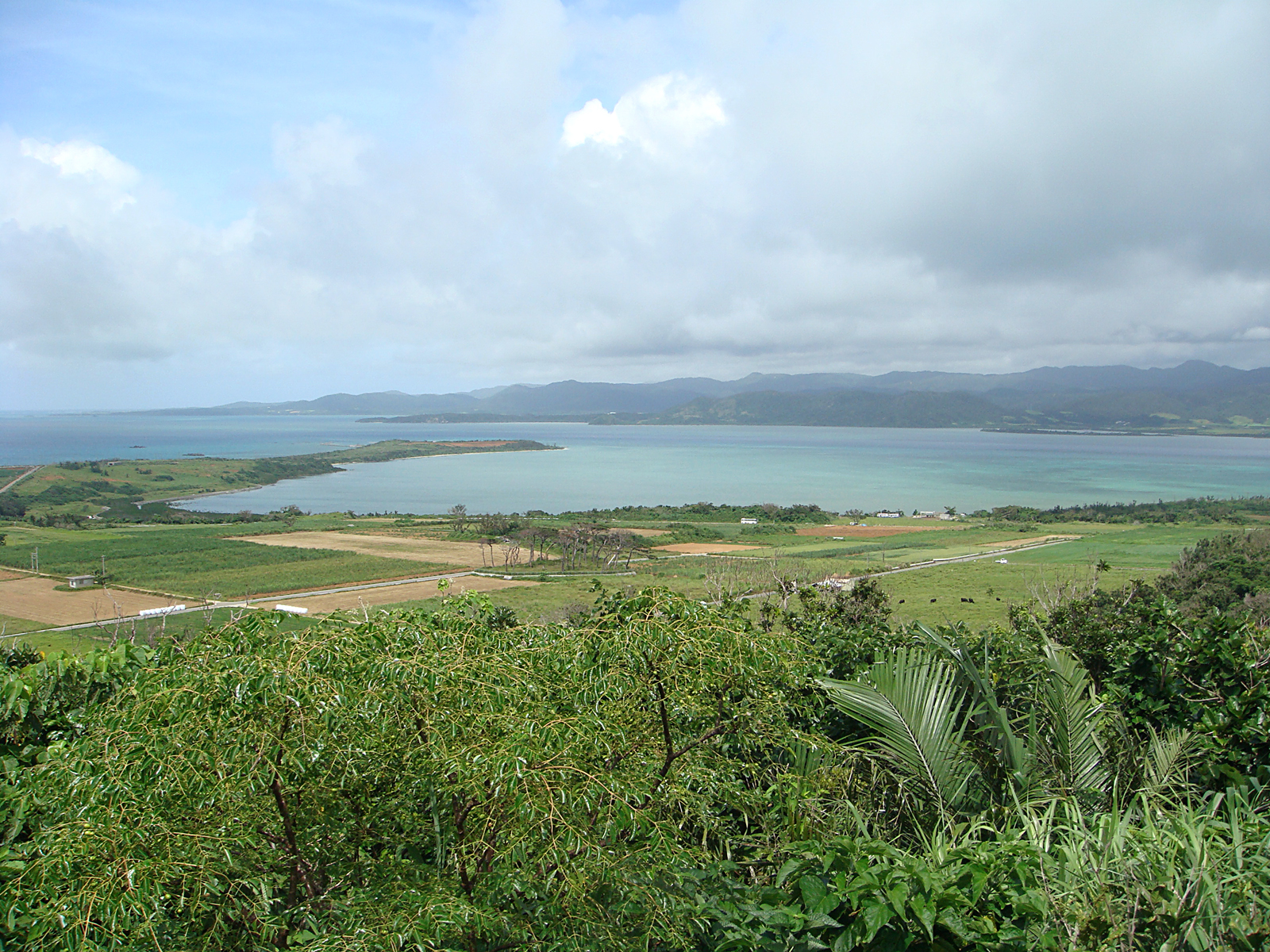
Wyspa Kohama, kanał wodny Yonara
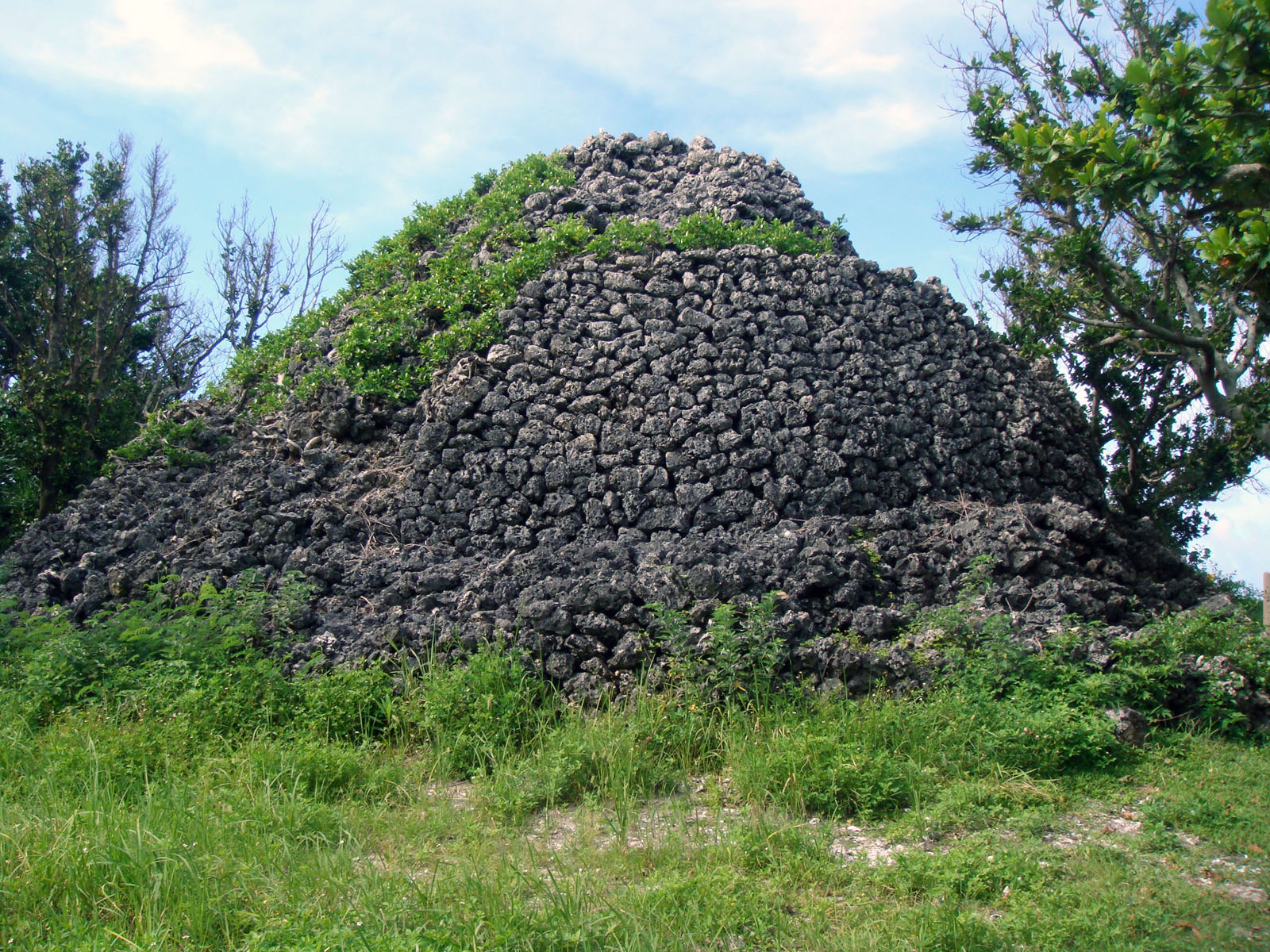
Pozostałości puzumari, wieży obserwacyjno-sygnalizacyjnej na wyspie Kuro